# Expansão por umidade
A expansão por umidade (EPU) é o termo utilizado para denominar o aumento do corpo cerâmico quando entra em contato com a água ou vapor, causando o gretamento nas louças ou revestimentos e comprometendo a estrutura da peça.
Também podem ocorrer em tijolos, argamassas e telhas. Todo material sólido apresenta expansão quando em contato com a água. Quanto mais poroso for o material, maior a probabilidade de ocorrer a EPU.

## História
Em 1928, H.G. Schurecht realizou um estudo sobre o gretamento nas peças de cerâmicas esmaltadas, verificando que as rachaduras e trincas eram causadas pela expansão da cerâmica e não por causa de falhas da fadiga do vidrado cerâmico.
Em 1947, o Instituto de Engenheiros da Austrália publicou um estudo sobre os danos causados pela EPU nos tijolos e dutos de esgoto e os perigos que podiam acarretar. Foi a parir desse período que a construção civil passou a se preocupar com a EPU.
No Brasil, no final do século XX, três prédios da cidade de Recife, em Pernambuco, tiveram suas estruturas arruinadas devido a EPU, o que acarretou no interesse do Departamento de Engenharia de Materiais (DEMa), da Universidade Federal de Campina Grande (UFCG), a estudar mais profundamente sobre a expansão por umidade.

## Métodos para medir EPU
Em todos os métodos, é utilizado a fórmula abaixo:
{\displaystyle EPU={\frac {L{\mathit {1}}-L{\mathit {0}}}{L{\mathit {0}}}}1000}
L0 = medida do comprimento inicial em milímetro.
L1 = medida do comprimento em milímetro, após a hidratação acelerada.

### NBR 13.818:1997
Norma defendida pelo Instituto Nacional de Metrologia, Qualidade e Tecnologia (INMETRO). Para obter a medida inicial, é necessário secar a peça em estufa, para a eliminação completa da umidade. Após a secagem da amostra, obter a medida inicial com paquímetro. Faz-se a hidratação acelerada da amostra em submersão em água fervente, evitando o contato com as paredes do recipiente. Após a retirada da amostra, aguardar o resfriamento da peça. Obter a medida após a hidratação acelerada com paquímetro. Com as medidas, utilizar a fórmula acima. Segundo a norma. o limite recomendado de EPU é de 0,6 mm/m.

### Autoclave - dilatômetro
A hidratação da amostra é feita através da autoclave. A requeima é feita com o dilatômetro e o próprio equipamento monitora as medidas, dede o estado hidratado até a sua secagem. Obter a medida inicial e final que apresentou o dilatômetro e utilizar a fórmula acima.

### Fervura - dilatômetro
A hidratação da amostra é feita em submersão em água fervente, evitando o contato com as paredes do recipiente. A requeima é feita com o dilatômetro. Obter a medida inicial e final que apresentou o dilatômetro e utilizar a fórmula acima.